# Димитър Котев (революционер)
Димитър Талев Котев е български революционер, селски войвода на Вътрешната македоно-одринска революционна организация.

## Биография
Роден е в 1875 година или в 1882 година в битолското село Долна Чарлия, тогава в Османската империя, днес в Северна Македония. Включва се дейно в националноосвободителни борби на българите в Македония и влиза във ВМОРО, заклет от дядо Кольо, с когото работи преди Илиндеско-Преображенското въстание от 1903 година. Димитър Котев взима дейно участие във въстанието и участва в сражения с османските сили като четник в четите на Георги Сугарев, Димче Сарванов и с други войводи и четници, сред които Иван Димов – Пашата, Груйо Акелов, Пецо Суходолчето, Велко Скочивирски, Трайко Краля и други. В Чарлия изграя една кула и две къщи, а в Долна Чарлия се сражава с османската войска. Димитър Колев се сражава с гърците с Павле Алабаков на Рапеш и Четел. По време на Балканските войни е македоно-одрински опълченец в четата на Славчо Пирчев. При предвижване с около 200 души и 15 войводи от България при Конопище се сражава с турски сили със Славчо войвода. Котев участва и в борбата със сръбския режим.
На 19 април 1943 година, като жител на Долна Чарлия, подава молба за народна пенсия, която е одобрена и отпусната от Министерския съвет на Царство България.